# Jean-Baptiste de La Rue
Jean-Baptiste de La Rue, ou Jean-Baptiste De La Ruë, Jean-Baptiste Delarue,  est un architecte français, né à Saint-Germain-en-Laye le 19 décembre 1697, et mort à Gien le 6 juin 1743.

## Biographie
Jean-Baptiste De La Rue est le fils d'Antoine Delarue, dessinateur et entrepreneur des bâtiments du roi, et d'Élisabeth Leroux.
Le duc d'Antin, surintendant des Bâtiments du roi, adresse, le 19 janvier 1727, à l'Académie royale d'architecture les deux volumes du traité sur la coupe des pierres que Jean-Baptiste Delarue vient d'écrire pour qu'elle donne son avis. L'Académie donne un avis positif le 17 mars 1727. Le Traité sur la coupe des pierres traitant de la stéréotomie a été publié pour la première fois en 1728. Il a été réédité en 1764 et en 1858. Pour la première fois dans un traité de coupe des pierres les voussoirs sont représentés en perspective et ombrés avec des retombées dépliantes.
Le 28 juin 1728, le duc d'Antin informe l'Académie que le roi a choisi de nommer Jean-Baptiste De La Rue architecte de la 2e classe de l'Académie. Il semble que ce choix n'a pas été précédé d'une proposition de l'Académie pour cette nomination.
En avril 1740, Jean-Baptiste De La Rue fait une présentation à l'Académie royale d'architecture des cintres qu'il a fait bâtir pour la construction du pont de Gien.
En 1742 il a donné le modèle d'une machine à battre les pilots (ou pieux).
Il a épousé Thérèse Le Saché à Saint-Germain-en-Laye le 5 février 1720. Jusqu'en 1724 il réside au château neuf de Saint-Germain-en-Laye, puis il déménage à Versailles.

## Publication
- Jean-Baptiste De La Ruë, Traité de la coupe des pierres, où par une méthode facile et abrégée, l'on peut aisément se perfectionner en cette science, Imprimerie royale, Paris, 1728 (lire en ligne)